# James Wilson (Politiker, 1835)

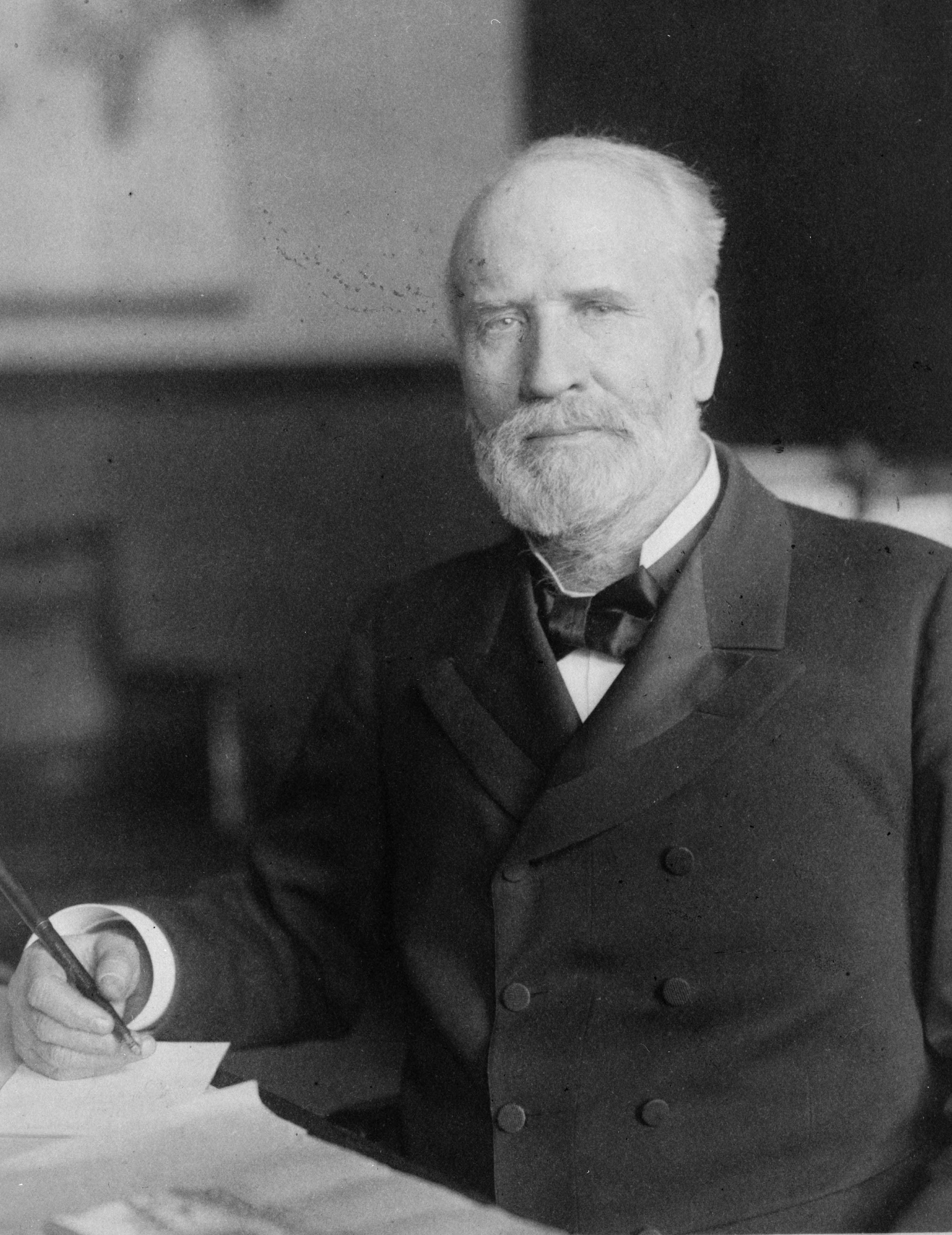
James Wilson während seiner Zeit als Minister

James Wilson (* 16. August 1835 in Ayrshire, Schottland; † 26. August 1920 in Traer, Iowa) war ein schottisch-amerikanischer Politiker der Republikanischen Partei, der von 1897 bis 1913 als Landwirtschaftsminister der Vereinigten Staaten tätig war und damit länger als jeder andere Minister in der US-Geschichte dem Kabinett angehörte.

## Leben
Der in Schottland geborene Wilson wuchs als eines von 14 Kindern seiner Eltern auf einem Bauernhof auf. 1852 siedelte die Familie in die Vereinigten Staaten über und ließ sich zunächst in Connecticut nieder, ehe sie nach Iowa weiterzog, wo James Wilsons Eltern schließlich 1855 in Traer, einem Ort im Tama County, eine Farm aufbauten. Er besuchte ein College in Grinnell, betätigte sich in der Landwirtschaft und hatte eine Anstellung als Lehrer.
Wilsons politische Laufbahn begann 1866 mit der Wahl in das Repräsentantenhaus von Iowa, dem er von 1867 bis 1871 angehörte; von 1870 bis 1871 fungierte er dort als der Speaker. Im Jahr 1870 übernahm er auch einen Lehrstuhl für Landwirtschaft am Iowa State Agricultural College, der heutigen Iowa State University, den er bis 1874 innehatte.

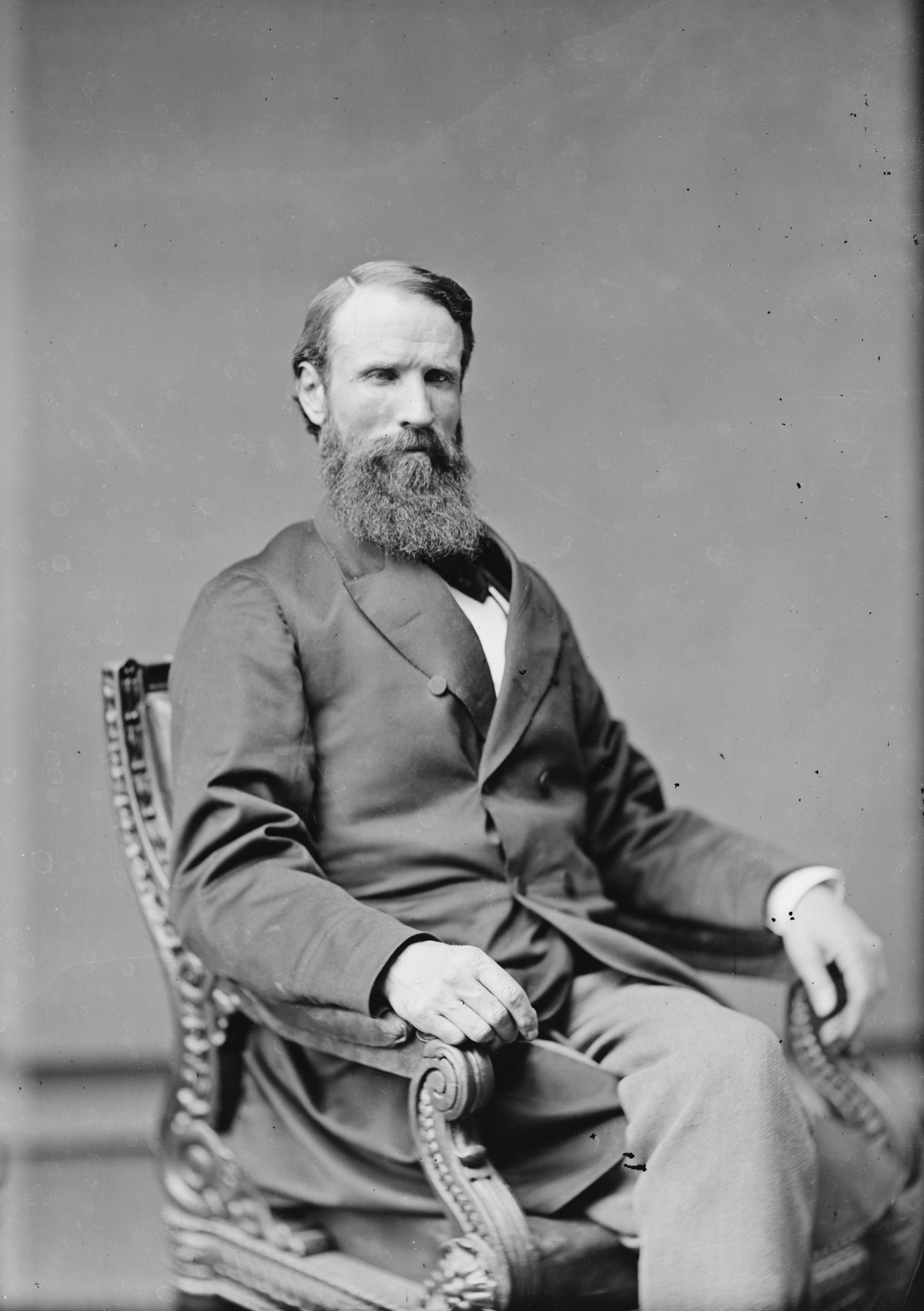
James Wilson während seiner Zeit als Kongressabgeordneter

Ab dem 4. März 1873 war Wilson als Vertreter des 5. Wahldistrikts von Iowa Mitglied des US-Repräsentantenhauses in Washington, D.C. Dort erhielt er den Spitznamen „Tama Jim“, um ihn von James F. Wilson, einem Senator aus Iowa, zu unterscheiden. Er verbrachte zunächst zwei Legislaturperioden im Kongress, ehe er am 3. März 1877 ausschied.
Von 1878 bis 1883 fungierte James Wilson als Mitglied der Eisenbahnkommission von Iowa. Seinen Staat vertrat er danach bis zum 3. März 1885 für zwei weitere Jahre im Repräsentantenhaus, ehe er sich vorerst auf der Politik zurückzog und von 1890 bis 1897 den Posten des Dekans für Landwirtschaft an der Iowa State University bekleidete.
Im März 1897 erlangte Wilson schließlich bundesweite Bekanntheit, als ihn US-Präsident William McKinley als Landwirtschaftsminister in sein Kabinett berief. Dieses Amt behielt er auch unter dessen Nachfolgern Theodore Roosevelt und William Howard Taft, ehe er am 5. März 1913 nach dem Wahlsieg des Demokraten Woodrow Wilson im Alter von 77 Jahren aus der Bundesregierung ausschied. Wilsons Amtszeit wird als eine Periode der Modernisierung auf dem landwirtschaftlichen Sektor betrachtet. Im Bereich der Nahrungsmittelinspektionen und des Straßenausbaus erwarb er sich große Verdienste.
James Wilson kehrte nach dem Ende seiner Amtszeit nach Iowa zurück, wo er zehn Tage nach seinem 85. Geburtstag am 26. August 1920 verstarb. Zum Gedenken an ihn wurde einem Studentenwohnheim auf dem Campus der Iowa State University der Name Wilson Hall verliehen. Sein Farmhaus, das Knapp-Wilson House in Ames, wurde 1964 zu einem National Historic Landmark erklärt.